# Charles Bradley (cestista 1963)
Charles Maurice Bradley (Tampa, 12 ottobre 1963) è un ex cestista statunitense, professionista in Spagna.

## Carriera
Venne selezionato dai Sacramento Kings al terzo giro del Draft NBA 1985 (51ª scelta assoluta).